# Hampstead Norris Castle
Hampstead Norris Castle är ett slott i Storbritannien.   Det ligger i kommunen West Berkshire i riksdelen England, i den södra delen av landet, 80 km väster om huvudstaden London. Hampstead Norris ligger 111 meter över havet.
Terrängen runt Hampstead Norris är platt. Runt Hampstead Norris är det ganska tätbefolkat, med 207 invånare per kvadratkilometer. Närmaste större samhälle är Reading, 18,8 km öster om Hampstead Norris. Trakten runt Hampstead Norris består till största delen av jordbruksmark.